# Korçë
Korçë ili Korça (bugarski: Корча, grčki: Κορυτσά, makedonski:  Горица ili Корча, makedorumunjski: Corceao ili Curceaua, srpski: Горица / Gorica ili Корча / Korča, talijanski: Coriza, turski: Görice) grad je koji se nalazi u jugoistočnoj Albaniji. Središte je Korčanskoga okruga. Prema popisu stanovništva iz 2011. godine grad je imao 51.152 stanovnika.
Albansko ime naselja dolazi od slavenskog korijena gorica.

## Šport
- KF Skënderbeu Korçë

## Vanjske poveznice
- Službena web stranica